# Yuri Yamaoka
Yuri Yamaoka (山岡 ゆり?, Yamaoka Yuri; Saitama, 7 luglio ...) è una doppiatrice giapponese.

## Ruoli
- Kuttsukiboshi
- Umineko When They Cry - Beelzebub
- Yumeiro Pâtissière - Chocolat; Sayuri Kanda in 5 episodi
- Yumeiro Pâtissière SP Professional - Chocolat; Sayuri Kanda negli Ep. 51-54
- Liz to aoi tori - Yuuko Yoshikawa
- Girls und Panzer (2012), Yūki Utsugi
- Etrian Odyssey Untold 2: The Fafnir Knight (2014), Abigail
- Arcana Heart 3 Love Max: Six Stars!!!!!! (2014), Minori Amanohara
- Aegis of Earth: Protonovus Assault (2015), Chisa